# Liesel Westermann
Lieselotte „Liesel” Westermann, po mężu Krieg (ur. 2 listopada 1944 w Sulingen) – niemiecka lekkoatletka, dyskobolka, medalistka olimpijska.

## Sukcesy
- cztery rekordy świata (61,26 m – 1967, 62,54 – 1968, 62,70 – 1969, 63,96 - 1969) ten ostatni rezultat został poprawiony w 1971 przez radziecką dyskobolkę Fainę Melnik
- srebrny medal mistrzostw Europy (Budapeszt 1966)
- złoto na uniwersjadzie (Tokio 1967)
- srebrny medal podczas igrzysk olimpijskich (Meksyk 1968)
- brąz na uniwersjadzie (Turyn 1970)
- srebro mistrzostw Europy (Helsinki 1971)
- 5. miejsce na igrzyskach olimpijskich (Monachium 1972)

Westermann była dwukrotnie wybierana sportsmenką roku w Niemczech (1967 i 1969).